# Illa Chirikof
Chirikof (en rus: Остров Чирикова) és una illa de l'estat d'Alaska, Estats Units, que es troba al golf d'Alaska, uns 130 km al sud-oest de l'illa Kodiak.
La seva superfície és d'uns 114,7 km², amb una longitud de 18 km i una amplada d'11 km. El punt més alt és de 300 m. L'illa no té arbres.
L'illa ha estat habitada des de la prehistòria, almenys des de fa 4.200 anys. El primer europeu que va descobrir l'illa va ser el navegant rus Aleksei Txírikov el 1741. L'explorador anglès George Vancouver va batejar l'illa en honor seu el 1798. A l'illa hi ha present ramats de bestiar boví des de finals del segle xix. El 1980, l'illa va passar a formar part de l'Alaska Maritime Wildlife Refuge, cosa que implica la retirada del bestiar, que sobrepastura la terra i danya l'hàbitat dels ocells. El 2003 es va fer un intent per la retirada de 37 caps de bestiar.